# Maghan
Maghan était un roi de l'empire du Mali. Fils et successeur de Mansa Moussa, il eut un règne très court (1332-1336) ou 1337-1341. Son oncle Souleiman lui succède.

## Biographie
Après la mort de son père Kankan Musa I en 1337. Mis à part le fondateur légendaire Sundiata, Kankan Musa I est généralement considéré comme le plus prospère des empereurs maliens, et Maghan a hérité de l'empire au hauteur de sa gloire. Il ne régna que quatre ans avant d'être remplacé par son oncle Suleyman en 1341.